# Хасакент
Хасакент (дарг. ХӀясакент) — село в Левашинском районе Дагестана. Входит в состав сельского поселения Сельсовет Эбдалаянский.

## География
Расположено в 6 км к юго-востоку от районного центра села Леваши.

## Население
| 1888 | 1895 | 1926 | 1939 | 1970 | 1989 | 2002 |
| ---- | ---- | ---- | ---- | ---- | ---- | ---- |
| 338  | ↗343 | ↘289 | ↘273 | ↘152 | ↗221 | ↗500 |
| 2010 | 2021 |      |      |      |      |      |
| ↘432 | ↗510 |      |      |      |      |      |

## История
Село было основано выходцами из села Акуша.

### Известные уроженцы
- Багандова, Сузун — депутат Верховного Совета СССР.

## Этимология
Окончание в названии кент происходит из даргинского кунт — это элемент, придающий просто собирательный смысл — жители селения (Лаваша-кунт — жители села Леваши). Впоследствии даргинское кунт в официальных документах превратилось в тюркское кент («село») из-за тесных связей русских с кумыками, от которых они усваивали многие названия.